# Myiarchus phaeocephalus
Myiarchus phaeocephalus là một loài chim trong họ Tyrannidae.